# Erimneu
Erimneu (em grego clássico: Ἐρυμνεύς; fl. c. 110 a.C.) foi um filósofo da Escola peripatética na Grécia Antiga.
Erimneu sucedeu Diodoro de Tiro como escolarca (líder) do Liceu. Muito pouco se sabe sobre ele, e é conhecido apenas porque é mencionado por Ateneu. Ele instruiu Atenião, cuja identidade é obscura, em filosofia. Ele liderou a escola enquanto Apélico de Teos era membro. A escola teve uma renovada vitalidade sob Erimneu.